# Ulitsa polna neozjidannostej
Ulitsa polna neozjidannostej (russisk: Улица полна неожиданностей) er en sovjetisk spillefilm fra 1957 af Sergej Sideljov.

## Medvirkende
- Leonid Kharitonov som Vasilij Sjanesjkin
- Vsevolod Larionov som Vladimir Zvantsev
- Georgij Tjernovolenko som Ivan Vodnjov
- Jakov Rodos som Porfirij Smirnov-Alianskij
- Jemma Osmolovskaja som Katja